# Association chinoise de wushu
L‘Association chinoise de wushu est une organisation nationale de République populaire de Chine, fondée en septembre 1958, regroupant différents comité dédiés au wushu.